# Veronica pauciramosa
Veronica pauciramosa är en grobladsväxtart som först beskrevs av Leonard C. Cockayne och Allan, och fick sitt nu gällande namn av Garn.-jones. Veronica pauciramosa ingår i släktet veronikor, och familjen grobladsväxter. Inga underarter finns listade i Catalogue of Life.

## Bildgalleri

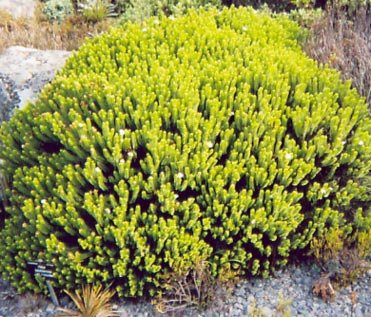
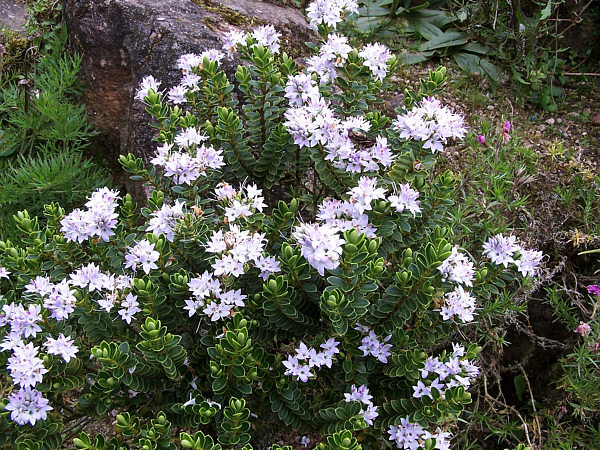